# Халиговце
Халиговце (слч. Haligovce) насељено је мјесто са административним статусом сеоске општине (слч. obec) у округу Стара Љубовња, у Прешовском крају, Словачка Република.

## Становништво
| Година:    | 1994. | 2004.   | 2014.   | 2024.   |
| ---------- | ----- | ------- | ------- | ------- |
| Број људи: | 651   | 683     | 652     | 653     |
| Разлика:   |       | +4,91 % | -4,53 % | +0,15 % |

| Година:    | 2023. | 2024.   |
| ---------- | ----- | ------- |
| Број људи: | 645   | 653     |
| Разлика:   |       | +1,24 % |

Према подацима о броју становника из 2024. године насеље је имало 653 становника.